# Entreprise d'insertion
Une entreprise d’insertion est une entreprise ayant une finalité sociale et concourant à l'insertion sociale et professionnelle de personnes rencontrant des difficultés particulières. Le terme est utilisé dans plusieurs pays francophones.

## En France

### Les entreprises d'insertion
Une entreprise d'insertion en France est une entreprise qui tire son revenu de son activité économique et de sa mission d'insertion. La forme juridique de l'entreprise importe peu. Elle peut varier du statut associatif, à une coopérative, une SCOP, une SARL, ou une société anonyme. Elle fait partie de l'IAE, insertion par l'activité économique.
Créer une entreprise d'insertion suppose de prendre un risque d'entrepreneur et de définir un projet d'entreprise cohérent. Cette création requiert de conduire une double démarche : de créateur d'entreprise (constitution, démarches administratives) et de conventionnement auprès des services de l'État (directions départementales de l’emploi, du travail et de la formation professionnelle (DDTEFP), direction régionale des entreprises, de la concurrence, de la consommation, du travail et de l'emploi (DIRECCTE) concernant l'activité d'insertion). Ainsi le projet devient entreprise d'insertion après agrément du Conseil départemental de l'insertion par l'activité économique (CDIAE) et conventionnement par la DIRECCTE.
Une entreprise d'insertion est aussi différente des autres entreprises car son volet insertion par l'activité économique suppose une attention et une écoute particulière vis-à-vis de ses salariés issus de publics qui rencontrent des difficultés pour accéder à l'emploi (par exemple des bénéficiaires du RSA ou des chômeurs de longue durée). Le recrutement des salariés d'une entreprise d'insertion est soumis à la procédure d'agrément de Pôle emploi.
Les salariés en insertion ont un contrat de travail particulier qui est un CDD de droit commun dit d'insertion car modifié par l'article L2122-2 du code du travail, renouvelable deux fois et d'une durée maximale de 24 mois. Un CDD est normalement renouvelable une seule fois, pour une durée maximale de 18 mois. La prime de précarité n'est pas due. Ils sont généralement accompagnés par des salariés de l'entreprise, qui les aident à s'insérer dans la société. Ces chargés de mission peuvent les accompagner aussi bien sur des démarches juridiques, de recherche de logement, d'administratif, etc.
Les postes de salariés en insertion bénéficient d'un financement public (aide au poste). Cette aide vient compenser la sous-productivité des salariés au début de leur contrat et l'obligation de moyens d'accompagnement et de suivi que doit mobiliser l'EI pour atteindre ses objectifs d'insertion.
La rémunération liée à la mission d'insertion, négociée auprès des pouvoirs publics, prend en compte :
- la moindre productivité du salarié en parcours d'insertion
- les prestations d'insertion sociale et professionnelle
- le surencadrement nécessaire
- la forte rotation des effectifs du fait de la durée du CDD
- les accompagnements socioprofessionnels nécessaires à l'insertion dans l'emploi durable de leurs salariés.

En 2006, la France comptait 820 entreprises d'insertion par la production ou le travail temporaire (source DARES) et 210 entreprises de travail temporaire d'insertion (ETTI). Elles ont salarié quelque 35 000 personnes relevant des critères sus cités. Elles ont par ailleurs fait accéder à un emploi stable (CDI et CDD de plus de 6 mois, selon les critères de l'Europe) plus de 50 % des personnes qu'elles ont salariées.
En plus de leur mission d'insertion sociale, les entreprises d'insertion contribuent à la vie économique et génèrent un CA HT annuel évalué à un milliard d'euros. Leur contribution à l'économie française n'est pas une charge pour la collectivité, mais un gain : pour 1 € versé sous forme d'aide de l'Etat, l'entreprise d'insertion retourne à l'économie 2 € sous forme de taxes, impôts et cotisations et évite la dépense de 1,94 € correspondant à l'aide moyenne (valeur moyenne des aides, allocations, indemnités) versée à ces personnes quand elles sont sans emploi (données du CNEI).
Attention à ne pas confondre Entreprise d'insertion et Entreprise adaptée qui n'ont pas les mêmes objectifs et qui accueillent des publics différents.

### Les réseaux
En France il existe trois réseaux nationaux regroupant des entreprises d'insertion :
- La Fédération des entreprises d'insertion (Anciennement Comité national des entreprises d'insertion), qui fédère 640 entreprises et est par ailleurs fondateur et membre du réseau européen des entreprises d'insertion (ENSIE)
- La FNARS (fédération nationale des associations d'accueil et de réinsertion sociale), qui regroupe une dizaine d'entreprises
- COORACE[5], fédération qui regroupe plus de 500 adhérents (associations intermédiaires, entreprises de travail temporaire d'insertion, ateliers et chantiers d'insertion, entreprises d'insertion et organismes de services à la personne).

## Rencontres internationales
Des rencontres internationales des entreprises d’insertion francophones ont été organisées en 2004 et 2007. Elles ont rassemblé des participants France, Suisse, Luxembourg, Québec et Belgique.
La première rencontre s’est tenue du 8 au 22 octobre 2004 à Montréal (Québec, Canada) à l'initiative du Collectif des entreprises d'insertion du Québec. La deuxième rencontre a été organisée du 2 au 5 octobre 2007 à Bruxelles (Belgique) par un comité composé de quatre associations. La troisième rencontre devrait être organisée en 2011 en Suisse Romande par le Conseil romand des entreprises d'insertion.
Lors de la rencontre de 2007, les participants ont émis le souhait de mettre en place un « inter-réseau francophone des entreprises d'insertion ».

## Au Québec

### Les entreprises d'insertion
Les entreprises d'insertion existent au Québec depuis 1982.

#### Une formation qualifiante dans un milieu réel de travail
Les entreprises d'insertion sont des organismes communautaires et des entreprises d'économie sociale. Dotées d'une mission d'insertion sociale, leur originalité réside dans la cohabitation d'une fonction d'insertion/formation et d'une activité économique véritable, sans but lucratif. La spécificité des entreprises d'insertion est qu'elles répondent à des besoins de formation et d'accompagnement de personnes en sérieuses difficultés d'intégration au marché du travail, dans un objectif de lutte à la pauvreté et à l'exclusion.
Comme toute entreprise, elles gèrent des ressources humaines, matérielles ainsi que financières et commercialisent les biens ou services qu'elles produisent en regard des normes de qualité propres à leurs secteurs d'activité. En entreprise d'insertion, on fait de l'insertion sociale en véritable situation de travail.
Les entreprises d’insertion, des entreprises d’économie sociale, sont des restaurants, des traiteurs, des friperies, des usines, des ateliers d’informatique, d’ébénisterie, etc. Elles offrent des produits et services répondant aux normes de qualité propres à leur secteur.

#### Une entreprise passerelle
Entreprises « passerelles », elles offrent aux travailleur(se)s en formation un parcours d'une durée moyenne de 26 semaines, qui leur permettent d'acquérir des habiletés et des connaissances spécifiques et transférables, tout en leur apportant un support et un accompagnement dans leur démarche d'intégration sociale et professionnelle.
Pour les travailleur(se)s en formation, le passage dans une telle entreprise devient un outil essentiel pour trouver un emploi et le conserver ou pour la quête d'une plus grande autonomie par le biais des études. Les entreprises d'insertion apprennent aussi aux travailleur(se)s en formation à :
- s'intégrer dans un milieu de travail ;
- occuper une place comme travailleur ;
- jouer un rôle actif dans sa communauté ;
- développer des habitudes et des attitudes favorables à leurs objectifs d'insertion sociale ;
- vivre une expérience positive de travail.

#### Une des solutions à la rareté de main-d’œuvre
Pour les futurs employeur(se)s, ils peuvent compter alors sur une main-d'œuvre mieux préparée à affronter la réalité actuelle du marché du travail.

#### 7 critères: Énoncé des critères de définition d'une entreprise d'insertion
L’appellation entreprise d’insertion, tel qu’entendu par le Collectif des entreprises d’insertion du Québec, réfère à une série de fondements. Au nombre de sept, ces critères ont été adoptés lors de l’assemblée de fondation du Collectif en 1996 et révisés par les membres lors de l’assemblée générale de 2000.
Résultat d’une longue démarche de négociation, ces critères ont ensuite été reconnus par le gouvernement du Québec à l’intérieur du Cadre de reconnaissance et de financement des entreprises d’insertion, adopté en mars 1998 sous la houlette de Madame Louise Harel alors ministre de l’Emploi et de la Solidarité.
Les entreprises d’insertion doivent obligatoirement répondre à tous les critères de définition pour adhérer au Collectif.
Les sept critères de définition d'une entreprise d'insertion sont :
1. la mission d'insertion sociale et professionnelle ;
2. caractéristiques des participant(e)s en situation de vulnérabilité ;
3. une entreprise véritable ;
4. statut de salarié aux travailleur(se)s en formation ;
5. un accompagnement individualisé et personnalisé ;
6. une formation globale (approche globale regroupant les sphères du personnel, social et technique) ;
7. un partenariat avec les acteurs de son milieu.

Largement impliquées dans les dynamiques locales de développement, les entreprises d'insertion s'appuient sur un réseau diversifié de partenaires et de collaborateurs (milieu des affaires, organismes communautaires, ressources institutionnelles, syndicats, etc.) pour assurer le succès de leur mission, soit l'intégration professionnelle et sociale de personnes en situation d'exclusion.

#### Un impact socioéconomique durable
Un investissement rentable: il ne faut que 27 mois pour que les deux ordres de gouvernement récupèrent leur investissement (DELORME, 2015. Mise à jour de l’Étude d’impacts socioéconomiques des entreprises d’insertion).
Les entreprises d'insertion représentent une contribution importante au développement économique du Québec

#### Évaluation des interventions des entreprises d’insertion
Ministère de l’Emploi et de la Solidarité sociale (2013). Évaluation des interventions des entreprises d’insertion. Direction de l’évaluation. Rapport synthèse. 158 p.
Extrait: « 17 mois en moyenne après la fin de la participation, des effets nets importants sur l’insertion en emploi et sur le recours au soutien public du revenu sont observés, de même que le maintien d’effets positifs sur la vie sociale et professionnelle ».
Parmi ces effets positifs constatés, l'étude identifie entre autres:
- La motivation,
- Une meilleure gestion des émotions,
- Une meilleure relation à l’autorité (relation employeur-employé),
- La confiance en soi et l’estime de soi (perception de soi et de ses compétences socioprofessionnelles)

### Collectif des entreprises d'insertion du Québec
Le Collectif des entreprises d'insertion du Québec est le regroupement des entreprises d'insertion du Québec. Il a pour mission de soutenir l’insertion sociale et professionnelle des personnes en situation de vulnérabilité et contribuer à l’essor des entreprises d’insertion et de leur modèle unique.
Pour ce faire, le Collectif opère quatre activités :
- La vie associative et les services aux membres ;
- La représentation ;
- La promotion et le développement des affaires ;
- La recherche et le développement.

Le Collectif propose à ses membres des occasions d'échanges et créé des événements de réflexion de façon que les directeurs, les employés et les administrateurs des entreprises d'insertion puissent se doter de moyens communs d'action et à regrouper leurs efforts pour accomplir pleinement leur mission et leurs objectifs d'insertion sociale et professionnelle.
Les services aux membres sont :
- Information ;
- Représentation politique et gouvernementale ;
- Promotion des entreprises d'insertion ;
- Formation du personnel permanent ;
- Réseautage entre les entreprises d'insertion ;
- L'accompagnement dans leur développement.